# Haplinis
Haplinis Simon, 1894 è un genere di ragni appartenente alla famiglia Linyphiidae.

## Distribuzione
Delle trentanove specie oggi note di questo genere ben trentasette sono state rinvenute in territorio neozelandese, quasi tutte endemismi; la H. australis è stata reperita in Tasmania e la H. brevipes è un endemismo delle Isole Chatham, arcipelago ad est della Nuova Zelanda.

## Tassonomia
Considerato un sinonimo anteriore di Mynoglenes Simon, 1905 a seguito di un lavoro di Millidge (1984b).
Questo genere fu trasferito fra i linifidi dalla famiglia Agelenidae a seguito di uno studio dell'aracnologo Lehtinen nel 1967, approfondendo analoghe considerazioni già svolte da Hickman nel 1939.
Infine, è stato ritenuto anche sinonimo anteriore di Paralinyphia Bryant, 1933, a seguito di un lavoro dell'aracnologo Blest del 1979.
Dal 2010 non sono stati esaminati esemplari di questo genere.
A dicembre 2012, si compone di trentanove specie:
1. Haplinis abbreviata (Blest, 1979) — Nuova Zelanda
2. Haplinis alticola Blest & Vink, 2002 — Nuova Zelanda
3. Haplinis anomala Blest & Vink, 2003 — Nuova Zelanda
4. Haplinis antipodiana Blest & Vink, 2002 — Nuova Zelanda
5. Haplinis attenuata Blest & Vink, 2002 — Nuova Zelanda
6. Haplinis australis Blest & Vink, 2003 — Tasmania
7. Haplinis banksi (Blest, 1979) — Nuova Zelanda
8. Haplinis brevipes (Blest, 1979) — Isole Chatham
9. Haplinis chiltoni (Hogg, 1911) — Nuova Zelanda
10. Haplinis contorta (Blest, 1979) — Nuova Zelanda
11. Haplinis diloris (Urquhart, 1886) — Nuova Zelanda
12. Haplinis dunstani (Blest, 1979) — Nuova Zelanda
13. Haplinis exigua Blest & Vink, 2002 — Nuova Zelanda
14. Haplinis fluviatilis (Blest, 1979) — Nuova Zelanda
15. Haplinis fucatinia (Urquhart, 1894) — Nuova Zelanda
16. Haplinis fulvolineata Blest & Vink, 2002 — Nuova Zelanda
17. Haplinis horningi (Blest, 1979) — Nuova Zelanda
18. Haplinis inexacta (Blest, 1979) — Nuova Zelanda
19. Haplinis innotabilis (Blest, 1979) — Nuova Zelanda
20. Haplinis insignis (Blest, 1979) — Nuova Zelanda
21. Haplinis major (Blest, 1979) — Nuova Zelanda
22. Haplinis marplesi Blest & Vink, 2003 — Nuova Zelanda
23. Haplinis minutissima (Blest, 1979) — Nuova Zelanda
24. Haplinis morainicola Blest & Vink, 2002 — Nuova Zelanda
25. Haplinis mundenia (Urquhart, 1894) — Nuova Zelanda
26. Haplinis paradoxa (Blest, 1979) — Nuova Zelanda
27. Haplinis redacta (Blest, 1979) — Nuova Zelanda
28. Haplinis rufocephala (Urquhart, 1888) — Nuova Zelanda
29. Haplinis rupicola (Blest, 1979) — Nuova Zelanda
30. Haplinis silvicola (Blest, 1979) — Nuova Zelanda
31. Haplinis similis (Blest, 1979) — Nuova Zelanda
32. Haplinis subclathrata Simon, 1894[3] — Nuova Zelanda
33. Haplinis subdola (O. P.-Cambridge, 1879) — Nuova Zelanda
34. Haplinis subtilis Blest & Vink, 2002 — Nuova Zelanda
35. Haplinis taranakii (Blest, 1979) — Nuova Zelanda
36. Haplinis tegulata (Blest, 1979) — Nuova Zelanda
37. Haplinis titan (Blest, 1979) — Nuova Zelanda
38. Haplinis tokaanuae Blest & Vink, 2002 — Nuova Zelanda
39. Haplinis wairarapa Blest & Vink, 2002 — Nuova Zelanda

### Specie trasferite
- Haplinis incerta (Bryant, 1935); trasferita al genere Pseudafroneta Blest, 1979.
- Haplinis marrineri (Hogg, 1909); trasferita al genere Parafroneta Blest, 1979.
- Haplinis pollicata (Tullgren, 1901); trasferita al genere Neomaso Forster, 1970.
- Haplinis simplicipalpis (Wunderlich, 1976); trasferita al genere Palaeohyphantes Millidge, 1984.

### Sinonimi
- Haplinis insolens (Simon, 1905), posta in sinonimia con Haplinis rufocephala (Urquhart, 1888) a seguito di un lavoro di Blest del 1979.

### Nomen nudum
- Haplinis inedita Blest & Vink, 2003; esemplare femminile rinvenuto in Nuova Zelanda e non descritto, probabilmente perduto, da ritenersi nomen nudum.